# Indiens fodboldlandshold
Indiens fodboldlandshold repræsenterer Indien i fodbold og er styret af All India Football Federation. Under global kontrol af FIFA og styret i Asien af AFC, er Indien også en del af South Asian Football Federation. Holdet, som blev anset for at være et af Asiens bedste, havde sin gyldne æra i 1950'erne og de tidlige 1960'ere. Under denne periode, under ledelse af træner Syed Abdul Rahim, vandt Indien guld under Asian Games i 1951 og 1962 og en fjerdeplads under Sommer-OL 1956.  Holdet har aldrig deltaget i slutrunden i VM i fodbold, selv om kvalificerede sig til slutrunden i 1950, da alle andre hold i landets kvalifikationsgruppe trak sig. Dog trak Indien sig også inden turneringens start. Holdet deltog også fire gange i Asiens største fodboldturnering, AFC Asian Cup. Deres bedste resultat var andenpladsen i 1964. Indien deltager også i SAFF Championship, som de har vundet 7 gange siden 1993.  